# Lune de miel (film, 1935)
Pour les articles homonymes, voir Lune de miel.
Pour plus de détails, voir Fiche technique et Distribution.
Lune de miel est un film français réalisé par Pierre-Jean Ducis, sorti en 1935.

## Fiche technique
- Titre : Lune de miel
- Réalisation : Pierre-Jean Ducis
- Scénario : René Pujol
- Photographie : Scarciafico Hugo, André Bac
- Musique : Casimir Oberfeld
- Société de production : G.B. Films
- Sociétés de distribution : Lux C.C.F.	(France), Idéal Film (Belgique)
- Pays de production :  France
- Langue : Français
- Format : Noir et blanc — 35 mm — 1,37:1 — Son : Mono
- Genre : Comédie dramatique
- Durée : 85 minutes (1 h 25)
- Dates de sortie : 
  - France : 13 décembre 1935

## Distribution
- Albert Préjean : Jacques Tracin
- Janine Merrey : Yvonne
- Félix Oudart : Monsieur Philippon
- Fernand Charpin : Monsieur Grivette
- Milly Mathis : Madame Philippon
- Germaine Charley : Madame Drapier
- Raymond Cordy : Le portier
- Sinoël : Fritet
- Alexandre Mihalesco : Lévy
- Léna Darthès
- Monique Joyce
- Jany Laferrière